# Atractodes intersectus
Atractodes intersectus är en stekelart som först beskrevs av Etienne Laurent Joseph Hippolyte Boyer de Fonscolombe 1852.  Atractodes intersectus ingår i släktet Atractodes och familjen brokparasitsteklar. Inga underarter finns listade.